# Lucero de México
Lucero de México es el noveno Álbum de estudio de Lucero y el segundo realizado bajo el género de música vernácula mexicana, fue lanzado al mercado en febrero de 1992; para la realización de este proyecto vuelve a trabajar junto al productor y arreglista de su primer álbum de rancheras, Don Rubén Fuentes y vuelve a ser acompañada por el Mariachi Vargas de Tecalitlán; a diferencia de su álbum anterior donde todos las canciones fueron compuestas por Marco Antonio Solís, en este trabajo discográfico, se tomas éxitos de antaño de diferentes autores de la música grupera.
El álbum fue un éxito desde su lanzamiento, consolidando la carrera de Lucero y afianzándola y convirtiéndola en un referente en la interpretación de música vernácula.  Desde este momento, Lucero es acompañada por Mariachi en sus presentaciones en vivo y en concierto.[cita requerida]
Los Temas Llorar, Que no quede huella , Cómo fui a enamorarme de ti ,Tristes recuerdos, fueron los sencillos que se destacaron en la radio.

## Antecedentes
Para iniciar el año de 1992, Lucero se presenta en el festival Acapulco'92 logrando una conexión y éxito con el público del centro de convenciones de ese mismo puerto.
A finales de 1991, Lucero se vuelve a entrevistar con Rubén Fuentes para iniciar su siguiente proyecto musical; el cual sería nuevamente en el formato ranchero, debido a la petición de su compañía discográfica y el éxito obtenido con su primer álbum en este género durante 1990.  Tanto el productor como Lucero seleccionan los temas y comienzan a grabarlos.[cita requerida]

## Promoción
Para iniciar la presentación de este material discográfico durante el festival de Acapulco de 1992 se realiza la presentación a la prensa.  Después, durante el programa Siempre en Domingo, se realiza la presentación al público.[cita requerida]

### Sencillos
- "Llorar"
- "Que no quede huella"
- "Tristes Recuerdos"

## Lista de canciones
| Lucero de México |                               |                        |          |  |
| N.º              | Título                        | Escritor(es)           | Duración |  |
| 1.               | «Como fui a enamorarme de ti» | Marco Antonio Solís    | 3:37     |  |
| 2.               | «Llorar»                      | José Manuel Figueroa   | 2:47     |  |
| 3.               | «Que no quede huella»         | José Guadalupe Esparza | 3:31     |  |
| 4.               | «Tu infame engaño»            | Gustavo Ángel Alba     | 3:17     |  |
| 5.               | «Como duele»                  | José Guadalupe Esparza | 3:33     |  |
| 6.               | «Tristes recuerdos»           | Catarino Lara          | 3:03     |  |
| 7.               | «Pétalo y espinas»            | Jesús Navarrete        | 3:23     |  |
| 8.               | «Contigo o sin ti»            | José Manuel Figueroa   | 2:45     |  |
| 9.               | «Tu presa fácil»              | Jesús Navarrete        | 5:25     |  |
| 10.              | «Corazón duro»                | José Guadalupe Esparza | 2:48     |  |
| 11.              | «Verdad que duele»            | José Manuel Figueroa   | 2:36     |  |
| 12.              | «Me estoy volviendo loca»     | José Javier Solís      | 3:09     |  |
| 40:00            |                               |                        |          |  |

## Créditos de realización
- Producción, arreglos y dirección: Rubén Fuentes
- Grabación y Mezcla: Ing. Francisco Miranda
- Estudio de grabación: Polygram de México
- Por cortesía de Polygram Discos: Mariachi Vargas de Tecalitlán
- Todas las voces femeninas: Lucero
- Vestuario: Julio Chávez
- Diseño de portada: Gilardi MW, S.A.
- Fotografía: Pancho Gilardi